# حلم العم
حلم العم (بالروسية: Дядюшкин сон) رواية قصيرة من تأليف الكاتب الروسي فيودور دوستويفسكي. نُشِرت الرواية في عام 1859.
تُرجمة الرواية إلى العربية، ترجمها بدر شكري بمراجعة ضياء المسعود. تم عرض الرواية في 2011 في مسرح قازان الروسي الأكاديمي في إطار أيامِ الثقافة التترية في موسكو.

## وصلات خارجية
- حلم العم (Дядюшкин сон)، على ويكي مصدر الروسية.
- حلم العم (Uncle's Dream)، على ليبري فوكس